# Paula Klamburg
Paula Klamburg (Barcelona, 20 de setembro de 1989) é uma nadadora sincronizada espanhola, medalhista olímpica. 

## Carreira
Paula Klamburg representou seu país nos Jogos Olímpicos de 2012, ganhando a medalha de bronze por equipes em Londres. 